# Sparta (Rakete)

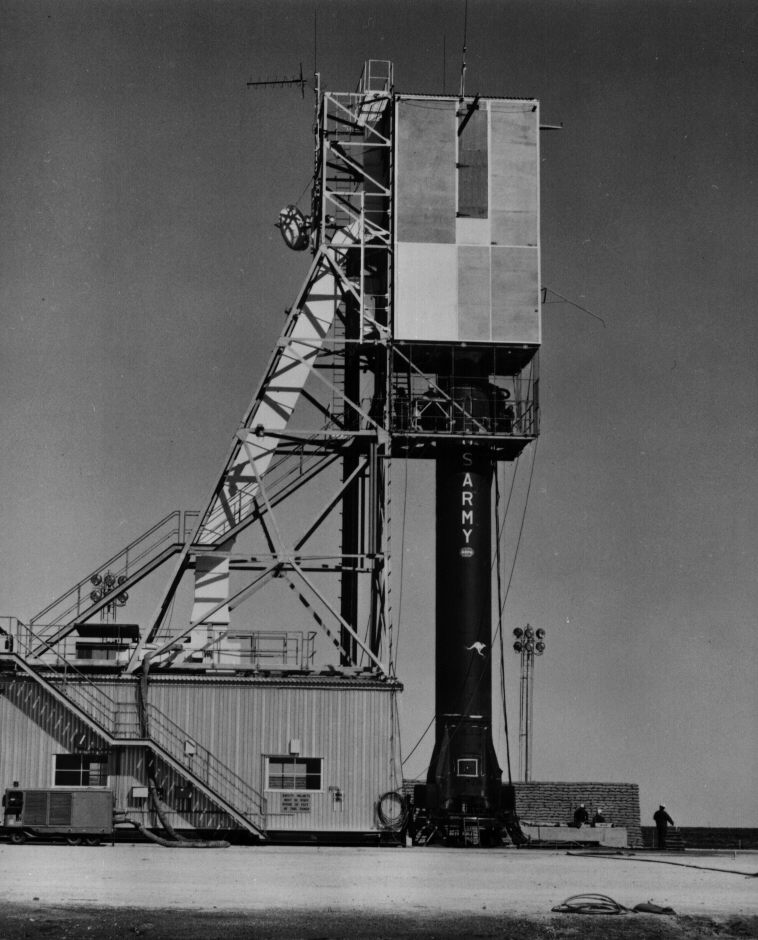
Redstone Sparta Rakete bei den Startvorbereitungen in Woomera

Sparta oder Redstone Sparta war die Bezeichnung einer Trägerrakete, bestehend aus einer Redstone-Mittelstreckenrakete als Erst-, einer Antares-Rakete als Zweit- und einer BE-3 als Drittstufe. Die Sparta wurde 1966/1967 in Woomera neunmal zu Wiedereintrittstests gestartet. Die zehnte, beim Wiedereintrittsforschungsprogramm als Ersatzrakete übriggebliebene, Sparta wurde dem australischen Weapon Research Establishment (WRE) zur Verfügung gestellt, um den ersten australischen Satelliten, Wresat am 29. November 1967 in den Orbit zu bringen.

## Technische Daten
- Länge: 21,80 m
- Durchmesser: 1,78 m
- Startmasse: 30.000 kg
- Startschub: 357,00 kN
- Nutzlastkapazität: 45 kg in einen 300 km hohen Orbit